# 2015年7月逝世人物列表
2015年逝世人物列表：1月 - 2月 - 3月 - 4月 - 5月 - 6月 - 7月 - 8月 - 9月 - 10月 - 11月 - 12月
2015年7月逝世人物列表，是用于汇总2015年7月期间逝世人物的列表。

## 依日期排序

### 31日
- 罗迪·派珀（Roddy Piper）（本名罗德里克·乔治·图姆斯），61岁，加拿大电影演员及退休职业摔角选手，死於心脏病。[1]
- 张劲夫，101歲，中国政治人物，原中共中央顾问委员会常务委员，原国务委员。[2]
- 霍華德·W·瓊斯（Howard W. Jones），104歲，美國醫生，體外人工受精先驅，死於呼吸衰竭。[3]
- 金秀行（朝鲜语：김수행），72歲，韓國進步主義经济学家。[4]
- 比利·皮爾斯（Billy Pierce），88歲，美國棒球運動員（芝加哥白襪、底特律老虎、舊金山巨人），死於膽囊癌。[5]

### 30日
- 林冠華，20歲，台湾新北市私立莊敬高職進修部學生（休學中），反課綱北區高校聯盟發言人，燒炭自殺身亡。[6]
- 阿莱娜·弗尔扎尼奥娃（捷克語：Alena Vrzáňová），84岁，捷克花样滑冰运动员。[7]
- 哈利·加斯特（Harry Gast），94歲，美國政治人物，前密歇根州參議院議員。[8]
- 沈家祥，94歲，中国药物化学家，中國工程院院士，天津大學教授。[9]

### 29日
- 小哈利·B·布洛克（Harry B. Brock, Jr.），89歲，美國銀行家。[10]
- 安東尼·荷蘭（Antony Holland），95歲，英國出生的加拿大演員、劇作家和戲劇導演。[11]
- 邁克·派爾（Mike Pyle），76歲，美國美式足球運動員（芝加哥熊）。[12]

### 28日
- 克萊夫·萊斯（英语：Clive Rice） ，66歲，南非前板球球員，死於敗血症。[13]
- 爱德华·纳塔佩（英語：Edward Natapei），61岁，瓦努阿图前总理，死於癌症。[14]

### 27日
- 阿卜杜爾·卡拉姆（英語：Avul Pakir Jainulabdeen Abdul Kalam Maraikkayar），83歲，印度導彈之父，第11任印度總統。[15]
- 鮑伯·考夫曼（Bob Kauffman），69歲，美國籃球運動員和教練。[16]
- 伊凡·莫拉維克（英语：Ivan Moravec），84歲，捷克音樂會鋼琴家。[17]

### 26日
- 芭比·克莉絲汀娜·布朗（英語：Bobbi Kristina Brown），22歲，美國已故歌手惠妮·休斯頓的獨生女，溺水后长期昏迷至死。[18]
- 邁克·科斯秋克（Mike Kostiuk），95歲，加拿大出生的美國美式足球運動員（底特律雄狮），死於心臟衰竭。[19]
- 弗洛拉·麥克唐納（英语：Flora MacDonald (politician)）（Flora MacDonald），89歲，加拿大政治人物，前加拿大對外事務國務部長及京士頓及千島（英语：Kingston and the Islands）國會議員[20]
- 安·儒勒（Ann Rule），83歲，美國真實罪案作家，死於心臟衰竭。[21]
- 維克·菲斯（英語：Vic Firth），85岁，美国音乐家。[22]
- 张楠，29歲，中国驻索马里大使馆警卫人员、武警山东省总队临沂市支队直属大队一中队班长[23]

### 25日
- 雅克·安德烈亞尼（英语：Jacques Andreani），85歲，法國外交官。[24]
- 羅賓·菲利普斯（Robin Phillips），73歲，英國出生的加拿大演員和導演（《變身怪醫》、《费加罗的婚礼》）。[25]
- 鲍勃·考夫曼，69岁，美国篮球运动员。[26]

### 24日
- 科爾西諾·福特斯（英语：Corsino Fortes），82歲，佛得角作家和外交官。[27]
- 佩·林奇（Peg Lynch），98歲，美國喜劇作家和演員。[28]
- 劉儀，86歲，前香港足球運動員。[29]
- 左元淮，68歲，台灣企業家，曾任茂迪總經理、執行長、董事長，有「太陽能教父」之稱。[30]

### 23日
- 唐·奥伯道夫（英語：Donald Oberdorfer），84岁，美国新闻工作者，《华盛顿邮报》资深记者。[31]
- 威廉·威克菲爾德·鮑姆（英語：William Wakefield Baum），88歲，美國天主教會樞機主教（1976-2015），華盛頓總主教（1973-1980）。[32]
- 張偉明，50歲，華碩電腦財務長、行銷主管、發言人。[33]
- 溝口遼（日語：溝口 遼），多稱或，20歲，VOCALOID著名影音創作者。[34]
- 何塞·薩薩托尼爾（英语：José Sazatornil），89歲，西班牙演員。[35]
- 吳昂當（英语：Aung Thaung），74歲，緬甸政治人物和商人，前緬甸人民院曼德勒省敏建縣東沙鎮代表議員。[36]
- 上田昭夫（日语：上田昭夫），62歲，日本橄欖球運動員，死於澱粉樣變性病。[37]

### 22日
- 蘇江清蓮，94歲，中華民國前行政院長蘇貞昌之母，屏東縣萬丹鄉退休國小教師。[38]
- 赫歇耳·克羅（Herschal Crow），80歲，美國政治人物，前俄克拉何马州参议院議員與俄克拉何馬州運輸部長（英语：Oklahoma Secretary of Transportation），死於髖關節手術併發症。[39]
- 瑪麗蓮·C·瓊斯（Marilyn C. Jones），88歲，美國棒球運動員（AAGBPL（英语：All-American Girls Professional Baseball League））。[40]

### 21日
- 康能洙（韓語：강능수），朝鲜政治人物，曾任朝鲜劳动党中央政治局委员。[41]
- 埃德加·勞倫斯·多克托羅（Edgar Lawrence Doctorow），84歲，美國作家，死於肺癌。[42]
- 唐·蘭德爾（Don Randall），62歲，澳洲政治人物，前澳大利亚国会斯旺選區和坎寧選區議員，懷疑心臟病發作而死。[43]

### 20日
- 鶴見俊輔（日語：鶴見 俊輔），93歲，日本思想家。[44]
- 弗雷德·艾爾斯（Fred Else），82歲，英國足球運動員（普雷斯顿）。[45]
- 雷蒙·斯托拉（法語：Raymond Stora），84岁，法国理论物理学家。[46]
- 湯姆·摩爾（英语：Tom Moore (cartoonist)）（Tom Moore），86歲，美國漫畫家，死於咽喉癌。[47]

### 19日
- 範·亞歷山大（Van Alexander），100歲，美國大樂隊領袖、詞曲作者，死於心臟衰竭。[48]
- 伯納特·馬丁內斯（英语：Bernat Martínez），35歲，西班牙電單車車手，死於比賽碰撞。[49]
- 根纳季·谢列兹尼奥夫（俄語：Геннадий Селезнёв），67歲，俄羅斯政治人物，前國家杜馬主席。[50]

### 18日
- 楊可涵，27歲，台灣女演員，憂鬱症上吊自殺身亡。[51]
- 王富洲，80岁，中国登山家，中国首位登上珠穆朗瑪峰的登山运动员、中国科学探险协会常务副主席兼秘书长、中国登山协会顾问、前主席。[52]
- 蒂姆·比格爾霍爾（Tim Beaglehole），82歲，新西蘭歷史學家和教育家，惠灵顿维多利亚大学校長，死於肺炎。[53]
- 亞歷克斯·羅科（Alex Rocco），79歲，美國男演員（《教父》），死於癌症。[54]
- 罗恩·比塞特（英語：Ron Bissett），83岁，加拿大篮球运动员。[55]

### 17日
- 儒勒·比安奇（法語：Jules Bianchi），25岁，法國一级方程式车手，赛事受伤而死。[56]
- 歐文·查特威克（Owen Chadwick），99歲，英國基督宗教歷史學家、劍橋大學塞爾文學院院長（1956年－1983年）、劍橋大學校長（1969年－1971年）。[57]
- 小安達爾·安帕圖安（英语：Andal Ampatuan, Sr.），74歲，菲律賓政治人物，前馬京達瑙省省長，馬京達瑙大屠殺犯罪嫌疑人，死於心臟病發併發症。[58]
- 大久保进（日語：大久保 進），85岁，日裔美国理论物理学家。[59]
- 比爾·安斯巴爵爾（Bill Arnsparger），88歲，美國美式足球教練（纽约巨人）和運動總監（佛羅里達大學），死於心臟病發。[60]

### 16日
- 傑克·古迪爵士（英语：Jack Goody）（Sir Jack Goody），95歲，英國社會人類學家。[61]
- 布賴恩·霍爾（英语：Brian Hall (footballer, born 1946)）（Brian Hall），68歲，蘇格蘭足球運動員（利物浦），死於白血病。[62]
- 讓·拉庫爾特（法語：Jean Lacouture），94歲，法國記者和歷史學家。[63]
- W·威爾伯特·韋爾奇（W. Wilbert Welch），97歲，美國神學家。[64]
- 阿爾基得斯·吉賈（西班牙語：Alcides Ghiggia），88歲，烏拉圭前國家足球隊隊員。[65]
- 张永熙，92歲，中國著名相声表演艺术家。病逝。[66]

### 15日
- 萬里，98歲，中國共產黨第十一屆、十二屆中央書記處書記，第十二屆、十三屆中央政治局委員，國務院原副總理，第七屆全國人民代表大會常務委員會委員長。[67][68]
- 青木昌彥（日語：青木 昌彦），77歲，日本經濟學者，美國斯坦福大學名譽教授。死於肺病。[69]
- 菲尔·凯泽（Phil Cayzer），93歲，澳洲賽艇運動員。[70]
- 奧布里·莫里斯（Aubrey Morris），89歲，英國演員（《發條橘子》、《爱与死》）。[71]

### 14日
- 沃爾夫·格雷姆（英语：Wolf Gremm），73歲，德國電影導演和編劇，死於癌症併發症。[72]
- 奧拉夫·普利（Olaf Pooley），101歲，英國演員（《異世奇人》、《星艦奇航記：重返地球》）及作家。[73]
- 馬林·桑德斯（Marlene Sanders），84歲，美國電視新聞主管（《ABC世界新聞》、《CBS新聞》）及記者，死於癌症。[74]
- 阿爾比·舒爾茨（Alby Schultz），76歲，澳洲政治人物，前新南威爾斯州議會（英语：Parliament of New South Wales）與澳大利亚国会議員，死於癌症。[75]

### 13日
- 菲利普·梅斯菲爾德（英语：Philipp Mißfelder），35歲，德國政治人物，前德國聯邦議院議員，死於肺栓塞。[76]
- 托尔道希·伊尔迪科（匈牙利語：Tordasi Ildikó），63岁，匈牙利击剑运动员。[77]
- 马丁·利奇菲尔德·韦斯特（Martin Litchfield West），77歲，英國西洋古典學家和文字學家。[78]
- 陳炳基，88歲，台灣戰後初期學生領袖、二二八事件要角。[79]
- 杨应彬，94岁，中国政治人物，中共广东省委常委、秘书长（1983-1985）[80][81]

### 12日
- 成思危，80岁，中国著名经济学家和社会活动家，被誉为“中国风险投资之父”，世界新聞專科學校創辦人成舍我長子。[82]
- 米洛拉德·米卢蒂诺维奇，80岁，塞尔维亚足球运动员。[83]
- 瑪倫·達克特（Mahlon Duckett），92歲，美國棒球運動員。[84]
- 丹增德勒仁波切，65歲，西藏藏傳佛教領袖，被指控涉入2002年4月3日成都中央廣場爆炸案。[85]
- 沈元康，76歲，中国政治人物，原中国民用航空总局副局长，病逝。[86]

### 11日
- 岩田聪（日語：岩田 聡），55岁，日本電玩公司任天堂社长，死於胆管肿瘤。[87]
- 克勞迪亞·亞歷山大（Claudia J. Alexander），56歲，美國行星科學家。[88]
- 帕特丽夏·克罗内（丹麥語：Patricia Crone），70岁，丹麦东方学家。[89]
- 賈科莫·比菲（義大利語：Giacomo Biffi），87歲，天主教意大利籍司鐸級樞機。[90]
- 班佐時（英語：Joyce Mary Bennett），92岁，英国圣公会牧师，曾任香港立法局议员。[91]
- 罗浪，95岁，中国作曲家，被普遍认为是中国大陆《哀乐》的作者，死於心肌梗塞。[92]

### 10日
- 奧瑪·雪瑞夫（阿拉伯語：عمر الشريف），83歲，埃及男演員（《阿拉伯的劳伦斯》）。[93]
- 瓊·維克斯（英語：Jon Vickers），88歲，加拿大男高音。[94]
- 安静娴，86岁，中国化学制药专家，中国工程院院士。[95]

### 9日
- 大卫·劳普（英語：David Raup），82岁，美国古生物学家。[96]
- 沙特·本·费萨尔·沙特（阿拉伯語：سعود بن فيصل بن عبد العزيز آل سعود），75歲，沙特阿拉伯政治人物，前外交大臣。[97]
- 金光漢（朝鲜语：김광한），68歲，韓國電視節目主持人與專欄作家。[98]
- 邹勇，46岁，中国商人，江西省人大代表，“气功大师”王林的关门弟子，被绑架后遇害。[99]

### 8日
- 成公亮，75岁，中華人民共和國文化部认定的“国家级非物质文化遗产项目（古琴艺术）代表性传承人”。[100]
- 穆赫辛·法德利（英语：Muhsin al-Fadhli），34岁，科威特人，恐怖组织“呼罗珊”头目，被美军炸死。[101]

### 7日
- 朱琳，92歲，中国表演艺术家，北京人民艺术剧院演员，有“中国话剧皇后”之称。[102]
- 瑪利亞·巴羅佐（葡萄牙語：Maria Barroso），90歲，葡萄牙女演員和政治人物，前第一夫人（1986－1996），死於跌倒的併發症。[103]
- 海梅·莫雷（英语：Jaime Morey），73歲，西班牙歌手。[104]

### 6日
- 瑞秋·瑪格里斯（英語：Rachel Margolis），93岁，立陶宛生物学家。[105]
- 卡米爾·鮑伯（Camille Bob）77歲，美國節奏藍調歌手，死於癌症。[106]
- 斯坦·卡魯（Stan Carew），64歲，加拿大廣播電台主持人、音樂家和演員。[107]

### 5日
- ，76岁，武术家，中国国家一级演员。[108]
- 杨坡兰，77岁，中国政治人物，第四届全国人大常委会委员，中共第十届中央候补委员，全国劳动模范。[109]
- 百井盛（日語：百井 盛），112歲，日本男性人瑞（於2014年8月獲吉尼斯世界紀錄認証）。死於慢性腎衰竭。[110]
- 柏特·夏維茲（Burt Shavitz），80歲，保養品牌小蜜蜂（Burt's Bees）的共同創辦人。死於呼吸道併發症。[111]
- 南部阳一郎（日語：南部 陽一郎），94岁，美籍日本物理学家，2008年诺贝尔物理学奖获得者。死於急性心肌梗塞。[112]
- 崔斗永（韓語：최두영），55歲，前韓國行政自治部地方行政研修院院長，自殺身亡。[113]
- 烏弗·霍格魯普（Uffe Haagerup），65歲，丹麥數學家，2013年獲華東師範大學授予榮譽博士，溺斃。[114]

### 4日
- 納度持奧·巴納諾夫（英语：Nedelcho Beronov），86歲，保加利亞法學家、政治人物，前憲法法院主席（英语：Constitutional Court of Bulgaria）。[115]
- 卡羅德·德·加瓦爾多（英语：Carlo de Gavardo），45歲，智利拉力賽車和摩托車賽車手，死於心臟病發。[116]
- 韓京善（朝鲜语：한경선），52歲，韓國女演員，死於腦中風。[117]

### 3日
- 戈蘭·高歌奇，29歲，塞爾維亞足球運動員。[118]
- 李裕林，82岁，中国有机化学家、化学教育家，兰州大学化学化工学院资深教授。[119]

### 2日
- 章青駒，67歲，台灣企業家，世界先進董事長、工業技術研究院院士。[120]
- 彼得·科羅爾（烏克蘭語：Петро Король），74岁，乌克兰举重运动员。[121]
- 瓦尔·都尼肯（Val Doonican），88歲，愛爾蘭歌手。[122]

### 1日
- 阿瑟·波特（英语：Arthur Porter (physician)）（Arthur Porter），59歲，加拿大醫生，死於肺癌。[123]
- 米洛斯拉娃·米萨科娃（捷克語：Miloslava Misáková），93岁，捷克体操运动员。[124]
- 塞爾吉奧·索利馬（英语：Sergio Sollima），94歲，意大利導演和編劇。[125]
- 尼古拉斯·溫頓爵士（Sir Nicholas Winton），106歲，英國人道主義者，從納粹佔領下的捷克斯洛伐克搶救了669位兒童。[126]